# La rosa rossa
La rosa rossa è un romanzo di Pier Antonio Quarantotti Gambini, pubblicato nel 1937.
Nella narrazione si affronta il tema, importante per lo scrittore istriano, dei rapporti tra gli italiani divisi tra loro da diverse appartenenze che, in seguito, diverranno causa di altre divisioni e contrasti tra i veneto-giuliani.
Il libro è stato tradotto in francese, tedesco, croato e inglese.

## Trama
La vicenda copre un arco temporale di alcuni anni, dall'immediato dopoguerra agli anni 1930, e riguarda i rapporti intercorsi tra i vari personaggi. In un microcosmo, in cui nulla accade e tutto sembra cristallizzarsi nel flusso dei ricordi che risucchiano il presente in un vuoto immoto, ogni piccolo gesto ed ogni cambiamento di tono di voce si dilatano come eventi capaci di turbare una precaria serenità.
La rosa del titolo, filo conduttore del racconto, si presenta dapprima come un ricordo di tanti anni prima del conte Paolo, e poi riappare nella casa di cui è ospite, ed ogni volta lo trae in inganno circa la mano sconosciuta che l'ha depositata. Alcuni equivoci circa i passati rapporti dei personaggi si chiariscono infine, con lo sciogliersi di ogni ambiguità e di ogni tensione.
E così, col trascorrere degli anni, il cerchio si chiude come si era aperto in quell'interno familiare: «I giorni somigliavano ai giorni, e le ore alle ore, e la loro vita era come una lunga giornata sul palchetto in camera gialla».

## Opere derivate
Nel 1973 è stato realizzato il film omonimo;  regia di Franco Giraldi, con Alain Cuny (Conte Paolo Balzeri), Elisa Cegani (Ines de Faralia), Giampiero Albertini (Andrea) e Antonio Battistella (Zaccaria Piero de Faralia).

## Edizioni
- Pier Antonio Quarantotti Gambini, La rosa rossa, Treves, Milano, I ed. 1937.
- id., La rosa rossa, (edizione aumentata di 2 capitoli inediti), Garzanti, Milano, 1947.
- id., La rosa rossa, Collana I Coralli n.113, Einaudi, Torino, 1960 - 1965.
- id., La rosa rossa, Collana Gli Oscar settimanali n.113, Mondadori, Milano, 1967
- id., La rosa rossa, Collana Nuovi Coralli n.39, Einaudi, Torino, I ed. 1972 - 1997, ISBN 978-88-06-34744-4.